# 厚唇雅羅魚
厚唇雅羅魚（學名：Erimystax dissimilis）為輻鰭魚綱鯉形目雅羅魚科厚唇雅羅魚屬的其中一種，分布於北美洲美國紐約州西部至印第安納州北部和南至阿拉巴馬州北部的俄亥俄河、密蘇里州至阿肯色州的懷特河 (密西西比河支流)及聖弗朗西斯河流域，體長可達14公分，棲息在礫石底質的急流底層水域，以水生昆蟲為食，生活習性不明。

## 扩展阅读
維基物種上的相關：厚唇雅羅魚